# Zhejiangosaurus lishuiensis
Zhejiangosaurus lishuiensis es la única especie conocida del género dudoso extinto Zhejiangosaurus ("lagarto de Zhejiang") de dinosaurio tireóforo nodosáurido, que vivió a mediados del período Cretácico, hace aproximadamene 100 y 94 millones de años, en el Cenomaniense, en lo que hoy es Asia. Sus fósiles se encontraron en la Formación Chaochuan de Liancheng de China. Zhejiangosaurus se basa en el espécimen ZNHM M8718, un esqueleto parcial que ha conservado un sacro con ocho vértebras, un ilion derecho completo y un ilion izquierdo parcial, un pubis derecho completo, el extremo proximal del isquion derecho, dos patas traseras completas, catorce vértebras caudales y algunos huesos no identificados. Estos restos provienen de Liancheng, en la unidad administrativa China de Lishui en la provincia de Zhejiang y fueron recolectados de la Formación Chaochuan de edad Cenomaniense. La especie es Z. lishuiensis, descubierta por Lu y su equipo en 2007. Zhejiangosaurus podía crecer hasta 4,5 metros de largo y pesaba 1,4 toneladas. Sobre la descripción de la especie, Lü et al. en 2007 encontraron que Zhejiangosaurus pertenecía a la familia de anquilosaurianos Nodosauridae. No tiene características de diagnóstico y, por lo tanto, es uconsiderado dudosa.